# 阿姆斯特丹国家博物馆
阿姆斯特丹国家博物馆（荷蘭語：Het Rijksmuseum Amsterdam，或Rijksmuseum；荷蘭語發音：[ˈrɛiksmyˌzeːjʏm]），位于荷兰阿姆斯特丹，是荷兰的国家博物馆及规模最大的博物馆，藏有史前至最新的各种展品。国家博物馆研究图书馆（Rijksmuseum Research Library）是该博物馆的一部分，也是荷兰最大的公共的艺术史研究图书馆。与海牙毛里茨之家博物馆和鹿特丹博伊曼斯·范伯宁恩美术馆并称荷兰的三大美术馆。

## 歷史
1795年巴達維亞共和國成立時，時任財政大臣亚历山大·霍赫尔認爲應當依照法國盧浮宮來建造一所國家博物館，但直到1798年11月19日政府才啓動建造博物館的計劃。 1800年5月31日，阿姆斯特丹国家博物馆的前身國家畫廊（Nationale Kunst-Galerij）在海牙成立，當時藏品為來自荷兰省督捐贈的200幅畫作。
1806年荷蘭王國成立，在路易·波拿巴的命令下，國家畫廊在1808年搬到了阿姆斯特丹。包括《夜巡》在内的一批阿姆斯特丹政府所有的畫作進入博物館中。1809年博物館在阿姆斯特丹王宫再次開張。
1817年博物館搬入特里普家宅（Trippenhuis），但最後發現這裡並不是理想的博物館建立之地。1820年，博物館部分藏品運往海牙的莫瑞泰斯皇家美术馆，1838年時其中的19世紀繪畫作品又被拆分出來，藏入哈勒姆的Villa Welgelegen。
1863年曾有一場博物館設計比賽，但所有的上交作品均未被採納。其中皮埃尔·库贝的作品得了第二名，1876年的第二次比賽中，庫貝終于以哥特式和文藝復興式建築的混合設計贏得冠軍。同年10月1日新博物館動工，博物館外牆的設計則是由另一批從競賽中選出的藝術家來完成的。
20世紀之後博物館經過多次翻修，最近的一次完成于2012年7月16日。

## 画廊
油画藏品包括画家雅各布·范·雷斯达尔，弗兰斯·哈尔斯，扬·弗美尔和伦勃朗以及他的学生等人的作品。

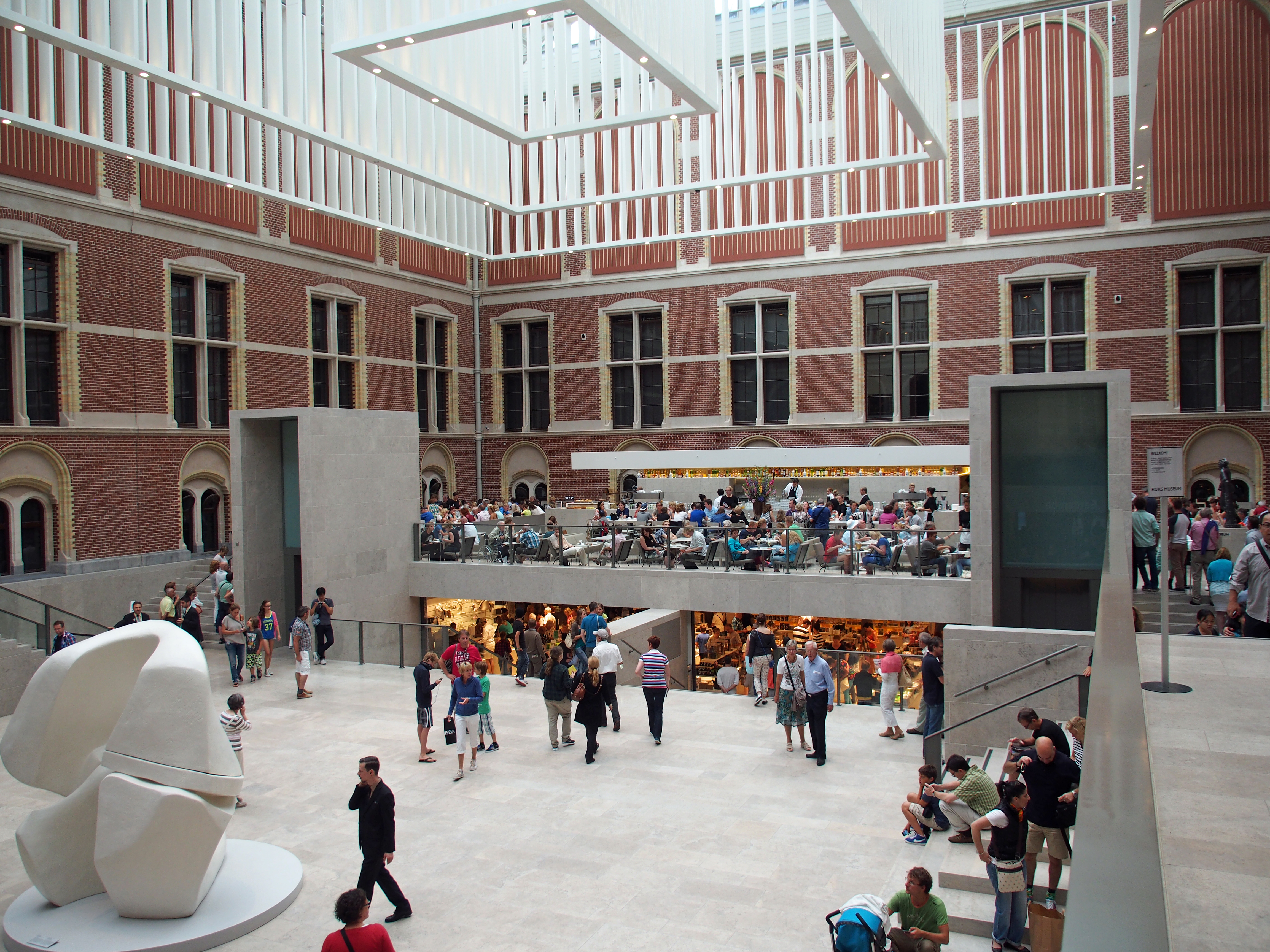
1959年的博物館
- 2013年翻修後的博物館
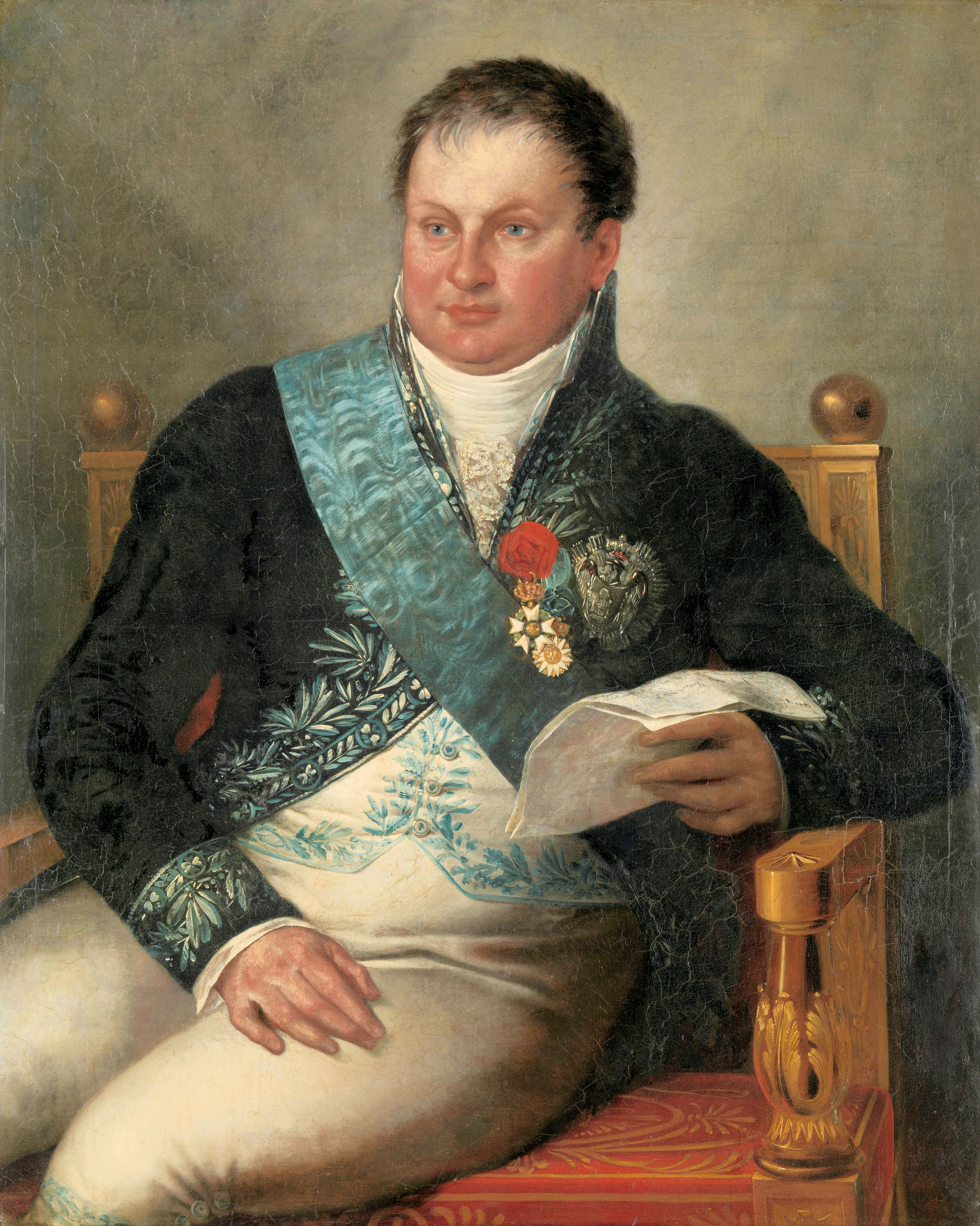
亚历山大·霍赫尔（Alexander Gogel，1765–1821
镇馆之宝《夜巡》，倫勃朗，1642
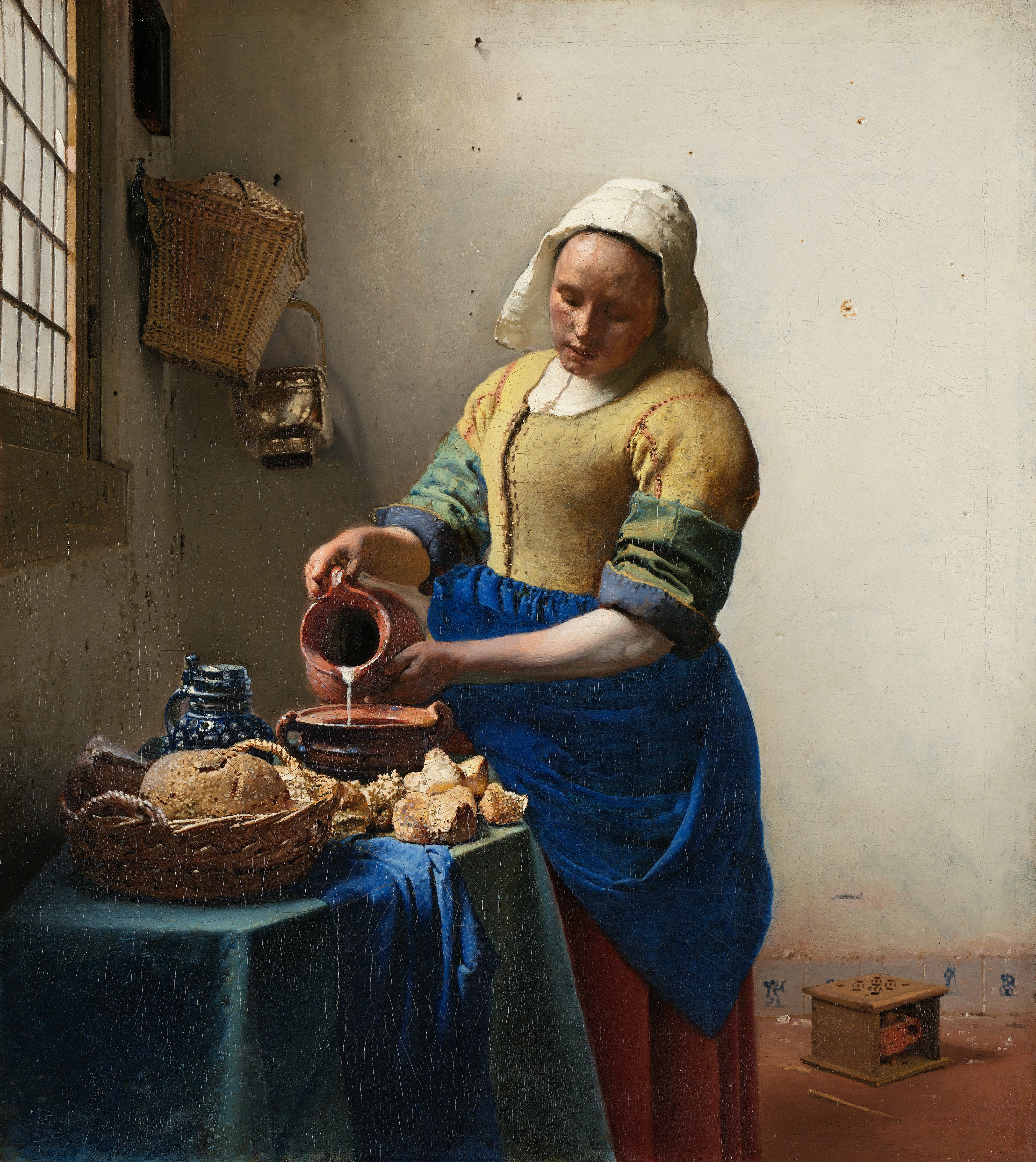
镇馆之宝《倒牛奶的女僕》，揚·弗美爾，1658–1660